# Ritonavir
Ritonavir (RTV) ist ein Arzneistoff aus der Gruppe der HIV-Proteaseinhibitoren und wird zur Therapie von HIV-Infektionen und AIDS eingesetzt. Im Zuge einer sogenannten hochaktiven antiretroviralen Therapie (HAART = highly active antiretroviral therapy) wird es mit anderen Wirkstoffen (nukleosidischen Reverse-Transkriptase-Inhibitoren (NRTI) und nichtnukleosidischen Reverse-Transkriptase-Inhibitoren (NNRTI)) kombiniert, um deren Wirkstärke zu erhöhen.
Ritonavir ist auch als Kombinationspartner von Nirmatrelvir in dem COVID-19-Medikament Paxlovid enthalten.

## Geschichte
Ritonavir wurde von Abbott Laboratories entwickelt und im März 1996 von der amerikanischen FDA zugelassen. Es gehörte damit zu den ersten antiretroviralen Arzneistoffen dieser Klasse. Unter dem Handelsnamen Kaletra wurde die Kombination der beiden Proteaseinhibitoren Lopinavir und Ritonavir zugelassen. Ritonavir ist auch Bestandteil der Kombinationstherapie Viekirax® von AbbVie zur Behandlung von Hepatitis C.
Eine Kombination von Lopinavir und Ritonavir wird in klinischen Studien gegen COVID-19 erprobt.

## Wirkungsmechanismus
Ritonavir ist ein starker Hemmer des körpereigenen Leberenzyms Cytochrom P450 CYP3A4, das maßgeblich an der Umwandlung von Proteaseinhibitoren zu unwirksamen Metaboliten beteiligt ist. Damit ist es möglich, den Abbau von Proteaseinhibitoren zu verlangsamen, sodass sie im Körper für längere Zeit in höheren Konzentrationen aktiv bleiben („Ritonavir-Boosterung“). Auch die antivirale COVID-19 Therapie mit Nirmatrelvir erfolgt in fixer Kombination mit Ritonavir (Paxlovid), um die Konzentration von Nirmatrelvir im Körper zu erhöhen. Die Kombination wurde im Januar 2022 zugelassen zur oralen Behandlung von COVID-19 bei Erwachsenen, die keinen zusätzlichen Sauerstoff benötigen und bei denen ein erhöhtes Risiko besteht, dass die Krankheit einen schweren Verlauf nimmt.
Die deutliche Hemmung von CYP3A4 kann bei der Therapie mit weiteren Medikamenten ein Problem darstellen, da CYP3A4 auch für den Abbau zahlreicher anderer Wirkstoffe verantwortlich ist. Hierdurch kann es zu Wechselwirkungen im Sinne einer Überdosierung oder eines Wirkverlustes abhängig vom jeweiligen Wirkstoff kommen.

## Nebenwirkungen und Kontraindikationen
Übelkeit, Diarrhöe; infolge der Hemmung des Leberstoffwechsels kommt es zu zahlreichen Interaktionen mit anderen Arzneistoffen (Steroidhormone, Antihistaminika, Calciumantagonisten, trizyklische Antidepressiva, Neuroleptika, Antimykotika, Opioide). Außerdem ist ein Anstieg von Transaminasen zu beobachten.
Andere Interaktionen haben noch weitaus gefährlichere Konsequenzen. So wurden mehrere Todesfälle nach gleichzeitiger Einnahme von Ritonavir und Amphetaminen bzw. MDMA/Ecstasy oder dem gern als Freizeitdroge verwendeten Narkotikum 4-Hydroxybutansäure („Liquid Ecstasy/GHB“) publiziert (Henry 1998, Harrington 1999, Hales 2000). Insbesondere inhibiert Ritonavir den Metabolismus von Amphetaminen (Speed), MDMA (Ecstasy), Ketaminen, oder LSD (Übersicht in: Antoniou 2002).

## Handelsnamen
Monopräparate: Norvir (D, A, CH)
Kombinationspräparate:
- Kombination mit Lopinavir: Kaletra (D, A, CH)
- Kombination mit Nirmatrelvir: Paxlovid (EU, UK)